# Obeidia conspurcata
Obeidia conspurcata är en fjärilsart som beskrevs av John Henry Leech 1897. Obeidia conspurcata ingår i släktet Obeidia och familjen mätare. Inga underarter finns listade i Catalogue of Life.